# Station Nutbourne
Nutbourne is een spoorwegstation van National Rail in Chichester in Engeland. Het station is eigendom van Network Rail en wordt beheerd door Southern. Het station is geopend in 1906.